# 小杉怜子
小杉 怜子（こすぎ れいこ、2004年2月7日 - ）は、青山学院大学コミュニティ人間科学部に在学中の日本の女子大生タレント。
「FRESH CAMPUS CONTEST 2022」グランプリ。『オールナイトフジコ』（フジテレビ）に「フジコーズ」としてレギュラー出演した（学生番号8番）。

## 来歴
高校時代までは芸能とは無縁の生活を送っていたが、「怜子がファッション誌に載るのが見たい。」という母親の一言をきっかけに「FRESH CAMPUS CONTEST 2022」に締切1時間前に応募。予選を勝ち抜きグランプリに選ばれる。
2023年4月15日（14日深夜）からフジテレビ系列で生放送されているバラエティー番組『オールナイトフジコ』に番組内での現役女子大生によるユニット「フジコーズ」としてレギュラー出演中。
2023年12月13日に発売されたフジコーズのデビューシングル「ウェーイTOKYO」において選抜メンバーに選ばれたほか、センターを務めていた友恵温香のグループ卒業後は同曲のセンターを引き継いでいる。
2024年10月16日に発売され、それに先駆けて同年8月14日より配信リリースされているフジコーズの2ndシングル「キスから始めましょう」では沖玲萌と共にセンターを務める。

## 人物
- 愛称はこすこ。
- 憧れの人は中川翔子。
- 趣味はゲーム・漫画・アニメ。
- 特技は書道・学校の先生と仲良くなることと『おさるのジョージ』のモノマネ。
- 将来の夢は人を笑顔に出来る存在になることと、子どもへの支援活動をすること[3]。
- 料理は苦手で、『オールナイトフジコ』の番組内で棒々鶏作りに挑戦したが、生の鶏肉を素揚げするなど本来の棒々鶏のレシピとはかけ離れた鶏料理を調理した。しかし「棒々鶏じゃないけど、全然うまい。」と好評だった[4][5]。
- 『ぽかぽか』（フジテレビ）にさとう珠緒がゲスト出演した際にさとうが小杉のファンであると言及している。
- フジコーズが出演した「TOKYO IDOL FESTIVAL 2023」では、「オールナイトフジコ」の番組オリジナルTシャツのデザインにイラストが選ばれ、番組特製缶バッジを完売させたほか、#2i2とのコラボステージでYOASOBIの「アイドル」を披露した。
- 『オールナイトフジコ』内の「フジコの休み時間」というコーナーにおいて、好きなゲームである『東方幻想エクリプス』を紹介したところ、ゲームを製作しているケイブの目に留まり、ケイブから公認アンバサダーに任命された[6]。
- 本人曰く、書道を習っていたおかけで、どれだけ正座していても足が痺れないという[7]。

## 出演

### テレビ
- オールナイトフジコ（2023年4月15日 - 2025年3月22日、フジテレビ） - フジコーズとして
- ヒロミ・指原の“恋のお世話始めました”（2023年8月10日、ABEMA）[8]
- ラヴィット！（2023年8月25日、TBS） - イラストでの出演[9]
- 2023 FNS歌謡祭 第二夜（2023年12月13日、フジテレビ） - フジコーズとして
- レッツケイバフジコ（2024年4月28日、フジテレビ）[10]
- 内緒にしておけない！？ “隠れ名物” 第9弾！福島×新潟 珍道中（2024年6月29日、KFB福島放送 ・新潟テレビ21） - 隠れ名物盛り上げ隊

### ラジオ
- イマドキッキャンパスナイト（MBSラジオ）[11]
- オレたちゴチャ・まぜっ！～集まれヤンヤン〜立志篇（2024年4月5日 - 、MBSラジオ）[12]
- ラジオ歌謡選抜（2024年9月29日、FMおだわら）[13]
- レコメン？（2024年10月25日、文化放送）[14]
- キラスタ（2024年11月11日、FM NACK5）[15]
- オレたちゴチャ・まぜっ!〜集まれヤンヤン〜（2025年4月20日 - 、MBSラジオ） - ヤンヤンガールズ17期生

### CM
- リゼクリニック「【ミスキャンコラボTVCM】リゼウォーク編」[16][17]

### MV
- yukaDD「WRONG」[18]
- HIKAKIN&SEIKIN「コール」[19]

### YouTube
- AOKI 公式YouTubeチャンネル[20]
- 【顔面パイ】フジコーズがやってきた！ラフラフと顔面じゃんパイ対決！【衝撃結末】 （ラフ×ラフ公式YouTubeチャンネル）[21]
- 【爆笑】波乱の展開！！第二回アイドル大喜利天下一武道会！【場が荒れた】（ラフ×ラフ公式YouTubeチャンネル）[22]

- 【勝つのは！？】第二回アイドル大喜利天下一武道会！優勝グループ決定！【新曲情報も】（ラフ×ラフ公式YouTubeチャンネル）[23]
- 本気を出すのは明日から　荒木桜楽役として出演中  2025年3月~

### 雑誌
- non-no（専属読者モデル）[24]
- るるぶ品川SDGs特集（JTBパブリッシング）[25]
- 秋葉原観光マップ『アド街っぷ』sweet版 2024年4月号[26]

### イベント
- 海上自衛隊横須賀地方総監部【オータムフェスタ2023】（2023年10月21日） - 潜水艦「なるしお」の一日艦長及びイベントの司会[27][28]
- BIWAFES2024（2024年2月4日、ボートレースびわこ）
- オダイバ!!超次元音楽祭フユフェス2024（2024年2月24日・25日、ぴあアリーナMM）
- マイナビTOKYO GIRLS COLLECTION 2024 SPRING/SUMMER（2024年3月2日、代々木第一体育館）
- AGESTOCK2024（2024年3月3日、代々木第一体育館）
- 海上自衛隊岩国基地フレンドシップデー（2024年5月5日） - 一日群司令[29]
- 富士SUPER TEC 24時間レース（2024年5月25日、富士スピードウェイ）
- TOKYO IDOL FESTIVAL 2024（2024年8月2日・3日、お台場青海周辺エリア）

## その他の活動
- 神奈川県警察本部薬物銃器対策課大麻乱用防止対策官（2023年10月10日 - ）[30]
- ケイブ公認「東方幻想エクリプス」PRアンバサダー（2023年12月20日 - ）[6]
- Tam Tam秋葉原店13代目公式応援大使（2024年2月29日 - ）[31]
- 欧風土鍋カレー近江屋清右衛門イメージガール（2024年4月1日 - ）[32]
- いちご狩り園 空飛ぶいちご東京・東京いちごカフェアンバサダー（2024年5月15日 - ）[33]
- ミスいちご2024（2024年6月15日 - ）[34][35]